# Нижанківський Амбросій Юліанович
Амбро́сій Юліа́нович Нижанкі́вський (Амвросій Романович) (8 квітня 1873, Коломия — 7 березня 1943, там само) — український актор та театральний балетмейстер.

## Життєпис
Актор театру «Львівська бесіда»  — 1892—1914, 1923—1924, 1896 — мандрівної трупи Ю. Косиненка, Василя Коссака, та театру імені Івана Тобілевича у Станіславі — 1929—1932. Син актора Юліяна Нижанківського. Батько Богдана Амброзійович Нижанківського — українського поета і прозаїка. Дочка, солістка балету Дарія Нижанківська-Снігурович танцювала в Театрі опери та балету.
Виступав з Катериною Коссак-Рубчаковою, Миколою Садовським, Северином Паньківським.
Виконані ролі:
- Городничий — «Ревізор» Гоголя,
- Актор, Тетерєв «На дні», «Міщани» М. Горького,
- Омелько, Зеленський — «Безталанна», «Хазяїн» Карпенка-Карого,
- Нечипір, Сотник — «Пошились у дурні», «Вій» Кропивницького,
- Потап — «Ой, не ходи, Грицю…» Старицького.

Згодом працював у театрах балетмейстером.

## Могила
Помер у Коломиї приблизно 1944 року.
Ініціативна група товариства «ПОСТУП», м. Коломия опублікувала у журналі Жовтень повідомлення: 
"З допомогою місцевих жителів нам удалося віднайти забуті й занедбані, точніше сказати, зруйновані могили  видатних артистів А. Нижанківського, М. Тінського, Олекси Скалозуба. Маємо їхні фотографії. Інших даних — малувато.   Звертаємося до читачів «Жовтень» з проханням допомогти".
У 1990-х роках могила відновлена і знаходиться зараз на цвинтарі «Монастирок», вул. Карпатська, 375.